# Agustí de Nidaros
Agustí de Nidaros o Eysteinn Erlendsson (en noruec modern Øystein Erlendsson, en llatí Augustinus Nidrosiensis; Råsvoll?, sud de Trondheim, 1120-1130 - 26 de gener de 1188) fou arquebisbe de Nidaros de 1161 a 1188. És venerat com a sant per diverses confessions cristianes.

## Biografia
Provenia d'una família de Trøndelag, relacionada amb la noblesa local. No se sap on ni quan va néixer; probablement entre 1120 i 1130 a la granja de Råsvoll, al sud de Trondheim (Verdal, Nord-Trøndelag, Noruega). El seu pare era conegut com a Erlend Himalde, que era fill de Tørberg Arnesson (mort ca. 1050), conseller d'alguns reis noruecs; Øystein també era besnet d'Ulv Uspaksson (mort en 1066), conseller del rei Harald III de Noruega.
Estudià al monestir de Saint-Victor de París. Ja sacerdot, serví com a lloctinent del rei Inge I de Noruega. En morir l'arquebisbe de Nidaros Jon Birgersson en 1157, el rei Inge nomenà Eysteinn nou arquebisbe.
Øysteinn viatjà a Roma, on el papa Alexandre III en confirmà el nomenament en 1161. Tornà a Noruega el mateix any i reforçà els llaços entre Roma i l'Església Noruega. Establí comunitats de canonges regulars augustinians i consagrà bisbe Thorlak Thorhallsson, que després seria canonitzat.
Durant la guerra civil a Noruega, el rei Inge fou mort pel seu nebot Håkon II Herdebrei. Els partidaris d'Inge donaren suport al pretendent Magne Erlingsson, casat amb Kristin, filla del rei Sigurd Jorsalfar. Håkon Herdebrei fou derrotat i mort. El bisbe Øysteinn, que desitjava la reforma del regne segons uns patrons més europeus, es convertí en aliat natural del nou rei Magne. En 1163 es promulgà la nova llei de successió al tron i Øysteinn coronà Magne com a rei.
Reformà l'església noruega, implantant-hi el celibat del clergat, i amplià la catedral de Nidaros.
Es pensa que Øysteinn escrigué la Passio Olavi, obra hagiogràfica en llatí sobre la vida del sant rei Olaf II de Noruega.

## Veneració
L'estiu de 1229 fou proclamat sant per un sínode de bisbes noruecs reunit a Nidaros, i el seu cos fou col·locat en un reliquiari a la catedral. Se n'envià la informació a Roma per aconseguir-ne la canonització formal, però malgrat diversos intents, no es va arribar a fer mai. Només en 2001 la Santa Seu va reconèixer-ne la festivitat, celebrada per l'Església Catòlica a Noruega.
Mentrestant, Eystein era venerat com a sant local, amb festivitat el 26 de gener, tot i que el seu culte no s'estengué tant com el de, per exemple, Sant Olaf. Durant la reforma protestant, la tomba seva fou profanada i les restes desaparegueren; el reliquiari fou profanat també i portat a Dinamarca.